# Kobyla Góra (województwo opolskie)
Kobyla Góra (niem. Wesendorf) – wieś w Polsce położona w województwie opolskim, w powiecie oleskim, w gminie Gorzów Śląski.
W latach 1975–1998 miejscowość administracyjnie należała do województwa częstochowskiego, jako jedyny skrawek powiatu kluczborskiego, który wszedł w skład tego województwa (vide gmina Łowkowice).

## Nazwa
W księdze łacińskiej Liber fundationis episcopatus Vratislaviensis (pol. Księga uposażeń biskupstwa wrocławskiego) spisanej za czasów biskupa Henryka z Wierzbna w latach 1295–1305 miejscowość wymieniona jest w zlatynizownej formie Cobilagora.